# セドリック・ジ・エンターテイナー
セドリック・ジ・エンターテイナー（Cedric the Entertainer, 本名: セドリック・カイルズ、Cedric Kyles, 1964年4月24日 - ）は、アメリカ合衆国ミズーリ州生まれの俳優・コメディアン・プロデューサー・脚本家である。

## 経歴
1964年にミズーリ州ジェファーソンシティで生まれたセドリックは、高校を卒業すると地元の大学へ進学してマス・コミュニケーション学を専攻。卒業後は保険会社へ就職していたが、ショービジネスの世界を目指して1980年代半ばあたりからコメディクラブなどでスタンダップコメディアンとして活動を始める。後に彼のショーを見た同じくコメディアンのスティーブ・ハービー（2020年現在、国民的クイズ番組「ファミリー・フュード」の司会者として有名）の誘いによりダラスに進出。それがきっかけで徐々にブレイクし始める。
1992年に「It's Showtime at the Apollo」でテレビデビュー。それ以降は順調にキャリアを重ねてレギュラー番組も持ち始め、友人であるハーヴェイの番組などにも顔を出すようになる。1998年には映画デビューも果たしてコメディ俳優としての地位を確実に築いており、テレビや映画では既に欠かせない存在となってきた。俳優業のほかにプロデューサーや脚本家としての才能も発揮。俳優としては数多くの賞にノミネートされている。
1999年に結婚して、その後2人の父親となっている。

## 出演作品

### 映画
- Ride (1998)
- ビッグ・ママス・ハウス Big Momma's House (2000)
- カモン・ヘブン! Kingdom Come (2001)
- ドクター・ドリトル2 Dr. Dolittle 2 (2001)　声の出演
- バーバーショップ Barbershop (2002)
- エリザベス・ハーレーの明るい離婚計画 Serving Sara (2002)
- アイス・エイジ Ice Age (2002) 声の出演
- ディボース・ショウ Intolerable Cruelty (2003)
- バーバーショップ2 Barbershop 2: Back in Business (2004)
- レモニー・スニケットの世にも不幸せな物語 Lemony Snicket's A Series of Unfortunate Events (2004)
- ジョンソン一家のババババケーション Johnson Family Vacation (2004)
- マダガスカル Madagascar (2005) 声の出演
- ビー・クール Be Cool (2005)
- ビッグ・トラブル in NY The Honeymooners (2005)
- チアガール VS テキサスコップ Man of the House (2005)
- シャーロットのおくりもの Charlotte's Web (2006) 声の出演
- コードネーム：ザ・クリーナー 'Code Name: The Cleaner (2007) 主演　未公開
- ミート・ザ・ジェンキンズ Welcome Home, Roscoe Jenkins (2008)
- フェイク シティ ある男のルール Street Kings (2008)
- マダガスカル2 Madagascar: Escape 2 Africa (2008) 声の出演
- キャデラック・レコード 音楽でアメリカを変えた人々の物語 Cadillac Records (2008)
- 幸せの教室 Larry Crowne (2011)
- マダガスカル3 Madagascar 3: Europe's Most Wanted (2012) 声の出演
- プレーンズ Planes (2013) 声の出演
- トップ・ファイブ Top Five (2014)
- ウェディング・バトル アウトな男たち Why Him? (2016)
- 魂のゆくえ First Reformed (2017)

### テレビ
- The Steve Harvey Show (1996-2002)
- All of Us (2003)
- マッドTV! MADtv (2004)

### テレビアニメ
- The Proud Family (2001-2005)
- ブーンドックス The Boondocks (2007)